# Ishola Akpo

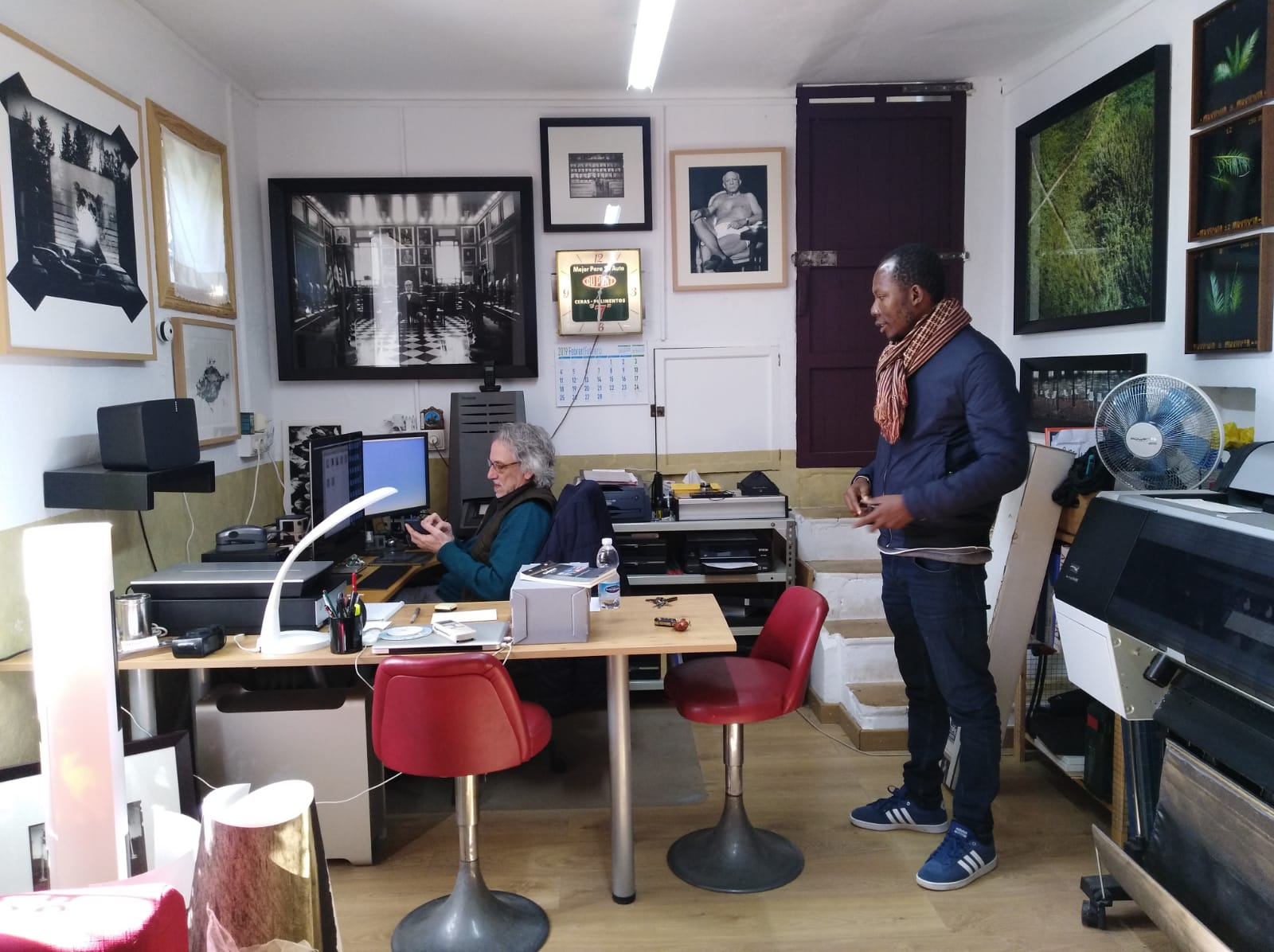
Ishola Akpo ve fotolaboratoři v Palmě

Ishola Akpo (* 1983 Pobřeží slonoviny) je fotograf a multimediální umělec z Beninu. Pracuje střídavě mezi Cotonou a Paříží.

## Životopis
Fotograf a multimediální umělec Ishola Akpo experimentuje s možnostmi digitálního světa, přičemž ve své práci mísí modernosti a tradice, využívá různé úrovně interpretace a vytváří metafory. Hranice mezi realitou a fikcí, pevnými identitami, zůstává jádrem jejího přístupu.
V roce 2013 se stal vítězem Visa pour la Création (Francouzský institut, Paříž), když představil sérii Pas de flash s’il vous plait! Hlavním prvkem cyklu byla interakce světla na fotografovaných objektech, ve formě vernisáže a výstavy ve Francouzském institutu v Cotonou. V roce 2014 vydal sérii L’essentiel est invisible pour les yeux („To podstatné je pro oko neviditelné„, Africa Is No Island, Maroko, 2018), založený na rodinné zkušenosti, která se zabývá věnem jeho babičky. Tato reflexe ho přivede k prozkoumání současného manželství. V roce 2015 jeho série „Nevěsta a ženich naší doby“ získala ocenění na francouzském festivalu Photoquai a vstoupila do sbírky Musée du Quai Branly v Paříži.
Od té doby znásobil umělecké pobyty: Nadaci Montresso (Maroko) se sérií Daïbi a nověji Nadaci Zinsou (Benin) s „Agbara Women“ představenou v Muzeu současného umění Ouidah jako ódu na sílu žen, ztělesněnou portréty královen známých nebo zapomenutých v afrických dějinách.
Jeho práce byly vybrány na několik významných mezinárodních akcí, včetně muzea Weltkulturen ve Frankfurtu nad Mohanem, Fotonoviembre (Tenerife), Nuit blanche v Port-au-Prince Haiti, Lagos Photo Festival v Nigérii nebo Afreaka Festival v Brazílii.

## Výstavy

### Společné výstavy
Jeho práce byly vystavovány na několika mezinárodních akcích včetně :
- 2020: Circulaciò Perifèrica al centre de cultura „Sa Nostra“, Palma, Španělsko [1].
- 2019: Rencontres de la photographie de Marrákeš, Palais El Badi, Marrákeš (Maroko)[2]
- 2019: Wax Stories, Fondation Zinsou, Cotonou, Benin
- 2018: L’Afrique n’est pas une ile, (Afrika není ostrov) Fondation Zinsou, Cotonou, Benin
- 2018: Grey is the new Pink, Weltkulturen Museum, Frankfurt nad Mohanem, Německo[3]
- 2018: Africa Is No Island au Musée d'Art contemporain africain Al-Maaden (MACAAL), Marrákeš (Maroko[4])
- 2018: In-discipline #1, nadace CDG Développement, Rabat, Maroko[5][6]
- 2018: Bridge, dak’art OFF, La villa rouge FANN HOCK, Dakar, Senegal
- 2018: Art window, Martamoriarty[7], Madrid, Španělsko
- 2018: Dokountin #4, kurátor: Estelle Lecaille, Lavallée, Brusel, Belgie
- 2018: In-discipline #1, Montresso Foundation Art[8], Marrákeš, Maroko
- 2017: Prix orisha pour l’art contemporain[9], Galerie l’Appartement, Paříž, Francie
- 2017: Chaos-monde!, kurátor: Marion Hamard, Le Centre, Lobozounkpa, Benin
- 2017: Passant souviens-toi, dit soeurette, Place des martyrs Cotonou, Benin
- 2017: Atlántica colectivas Fotonoviembre au Festival Internacional de Fotografía de Tenerife, Španělsko
- 2017: Iy Eye of Benin, Comparing views on rituals, Biennale di Venezia, Itálie
- 2016: Africa pop, Les Rencontres de la photographie, Arles, Francie
- 2016 : Festival des nouveaux cinémas documentaires, Paříž, Francie[10]
- 2016: Lagos Photo Festival: Inherent Risk; Rituals and Performance (Nigérie[11][12])
- 2015: Festival Afreaka: encontros de Brasil e África contemporânea, São Paulo, Brazílie
- 2015: Africa Contemporanea Atraès Do olhar de seus artistas, Aquiafrica, São Paolo, Brazílie
- 2015: Museum night fever, Wiels Centre d’Art Contemporain, Brusel, Belgie
- 2014: Fenêtres sur le monde, Port-au-Prince by night, Port-au-prince, Haiti
- 2014: Bois Sacré Dakar Biennale, kurátor: Martine Boucher, Dakar, Senegal
- 2014: Working title, Goodman Gallery, Le Cap, Jihoafrická republika
- 2014: Sunday’s screening, Galerie Polaris carte blanche Galerie Cécile Fakhoury[13]
- 2014: Festival Internacional de Fotografia de Cabo Verde (Mindelo, Cap-Vert[14])
- 2012: Global change personal stories,11th Aleppo International Photo Festival, Aleppo, Sýrie
- 2012: Cinéma de l’utopia, Festival de Photographie de Toulouse, Francie
- 2011: 6ème Forum transculturel d’art contemporain AfricAmericA, Port-au-Prince, Haiti
- 2011: Bas les Masques, kurátor: Zoé Noël, Guyancourt, Francie[15]
- 2011: Climate change in africa: Artists Speak and Connect[16], Kapské Město, Jihoafrická republika

### Samostatné výstavy
- 2020: Agbara Women, Musée Zinsou, Ouidah, Benin
- 2014: Pas de flash s'il vous plaîtǃ (Žádný záblesk, prosím), Institut français du Bénin (Cotonou)
- 2012: Les redresseurs de Calavi, Biennale Bénin off, campus de l'Université d'Abomey-Calavi

### Sbírky
- 2019: Fondation Zinsou au Bénin
- 2018: Fondation Montresso au Maroko[17]
- 2018: Marta Moriarty galery en Španělsko
- 2015: Musée du quai Branly-Jacques Chirac en France[18]

### Veřejné zakázky
- 2019: Comed, sos faim
- 2017: FranceEmotion, le voyage animé[19]

### Foires et biennales
- 2018: Veletrh současného afrického umění, Marrákeš, Maroko

## Ceny a ocenění
- 2019: Fondation Zinsou, Ouidah, Bénin, résidence de création/recherche
- 2018: Addaya[20], centre d’art contemporain, Mallorca, Espagne, résidence de recherche
- 2017: Dokountin, Bohicon, Bénin, résidence de création
- 2017: montresso art foundation – jardin rouge, Marrakech, Maroko, résidence de création
- 2017: le centre, Lobozounkpa, Bénin, résidence de création/recherche
- 2016: Photoquai, Musée du Quai Branly, Jacques-Chirac, France, bourse de recherche/création
- 2015: Dokountin, mòsso, Bruxelles, résidence de recherche
- 2015: interférences, Auxerre, France, résidence de création
- 2013: Cité international des arts, Atelier Renoir 8211, Francie, bourse de recherche
- 2009: Hospitalité/Inhospitalité, Association Actes, Dakar, résidence de création
- 2018: Nominace Contemporary African Photography Prize[21]
- 2017: Nominace; prix orisha, pour l’art contemporain africain
- 2015: Lauréat résidence Photoquai, Musée du quai Branly
- 2013: Lauréat visa pour la création, Institut de France, Paříž
- 2012: Lauréats prix bénincultures, Bénin
- 2012: Freelens du webdoc, Festival de Photographie de Toulouse, Francie
- 2011: Laureát Nadace Heinricha Bölla (Jihoafrická republika)